# Alltid sommer
"Alltid sommer" ("Verão sempre) foi a canção que representou a Noruega no Festival Eurovisão da Canção 1998 que se desenrolou em Birmingham, Inglaterra, Reino Unido a 9 de maio desse ano.
A referida canção foi interpretada em norueguês por Lars Fredriksen.Foi s vigésima-segunda canção a ser interpretada na noite do festival, a seguir à canção da Finlândia "Aava", cantada pela banda Edea e antes da canção da Estónia "Mere lapsed", interpretada por Koit Toome. Terminou a competição em 8.º lugar, tendo recebido um total de 79 pontos. No ano seguinte, em 1999, a Noruega foi representada por Van Eijk, que interpretou a canção "Living My Life Without You".

## Autores
- Letrista: Linda Andernach Johansen
- Compositor: David Eriksen
- Orquestrador: Geir Langslet

## Letra
A canção é um número up-tempo, com Fredriksen dizendo à sua amante qual a mudança que ela fez em sua vida. Ele compara essa mudança com a chegada de um verão perpétuo, e diz-lhe que "você ganhou a minha vida".

## Outras versões
Fredriksen gravou também uma versão em inglês e remixs.
- "All I ever wanted (was you)" (em inglês)
- remix (em inglês) [4:03]
- versão karaoke